# Назия (Приладожское городское поселение)
На́зия — деревня в Приладожском городском поселении Кировского района Ленинградской области.

## Название
Своё название населённый пункт получил от ранее расположенной на его месте одноимённой крепости.

## История
Впервые упоминается в Писцовой книге Водской пятины 1500 года как деревня на усть Назьи в Егорьевском Лопском погосте.
На карте Ингерманландии А. И. Бергенгейма, составленной по шведским материалам 1676 года, упоминается деревня Nasia.
На «Географическом чертеже Ижорской земли» Адриана Шонбека 1705 года — деревня Насия'.
В начале XVIII века в Назии располагались кожевенный и лесопильный заводы.
В 1711 году князем А. Д. Меншиковым была построена церковь Покрова Пресвятой Богородицы.
На картах Санкт-Петербургской губернии Я. Ф. Шмидта 1770 года и А. М. Вильбрехта 1792 года упоминается как деревня Назья.
Согласно карте Санкт-Петербургской губернии Ф. Ф. Шуберта 1834 года село Верхняя Назья состояло из 27 дворов, смежное с ним село Нижняя Назья из 77, а между ними располагались усадьба помещика Фока и пильная мельница.

ВЕРХНЯЯ НАЗИЯ и НИЖНЯЯ НАЗИЯ — сёла эти населены санкт-петербургскими и шлиссельбургскими мещанами, на земле санкт-петербургской купчихи Поповой, число жителей по ревизии: 263 м. п., 270 ж. п.;
  В них: а) Церковь деревянная во имя Покрова Пресвятой Богородицы. б) Два лесопильных завода. (1838 год)

ВЕРХНЯЯ НАЗИЯ (16 дворов) и НИЖНЯЯ НАЗИЯ (69 дворов) — село населено мещанами, земля же господина Усова, по почтовому тракту, число душ — 316 м. п. (1856 год)

НАЗИЯ — село владельческое при Ладожском озере, канале и речке Назии, число дворов — 159, число жителей: 317 м. п., 323 ж. п.;
 Церковь православная. Часовня. Завод лесопильный. (1862 год) 

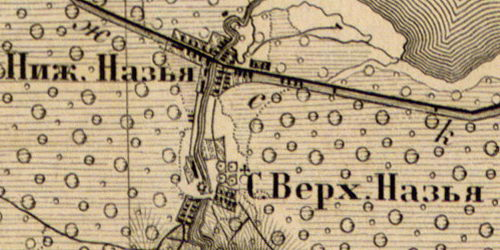
План села Назия. 1863 год

Согласно подворной переписи 1882 года в селе Верхняя Назия проживали 45 семей пришлого населения, число жителей: 84 м. п., 102 ж. п.; в селе Назия проживали 142 семьи пришлого населения, число жителей: 339 м. п., 342 ж. п..
Согласно данным первой переписи населения Российской империи:

НИЖНЯЯ НАЗИЯ — село, православных — 731, мужчин — 369, женщин — 374, обоего пола — 743. (1897 год)

В конце XIX — начале XX века село административно относилось к 1-му стану Шлиссельбургского уезда Санкт-Петербургской губернии.
С 1917 по 1923 год село Назия входило в состав Назийского сельсовета Путиловской волости Шлиссельбургского уезда.
С 1924 года в составе Ленинградского уезда.
Согласно данным переписи населения СССР 1926 года в селе Назия проживали 1133 человека — все русские, за исключением одной эстонской семьи.
С февраля 1927 года в составе Мгинской волости, с августа 1927 года в составе Мгинского района.

План села Назия. 1941 год

Согласно топографической карте РККА 1941 года деревня Нижняя Назия насчитывала 180 дворов. Деревня Верхняя Назия — 50, в её центре находилась церковь.
С 1954 года в составе Путиловского сельсовета.
С 1960 года в составе Волховского района.
В 1961 году население села Назия составляло 348 человек.
По данным 1966 и 1973 годов деревня Назия также находилась в подчинении Путиловского сельсовета Волховского района. В деревне располагалась центральная усадьба рыболовецкого колхоза «Ладожский рыбак».
По данным 1990 года деревня Назия находилась в административном подчинении Приладожского поселкового совета Кировского района.
В 1997 году в деревне Назия Приладожского поссовета проживали 107 человек, в 2002 году — 303 человека (русские — 94 %).
В 2007 году в деревне Назия Приладожского ГП — 126 человек.

## География
Деревня расположена в северной части района к северу от посёлка Приладожский на автодороге 41К-127 (Шлиссельбург — Назия), в месте примыкания к ней автодороги 41К-237 (подъезд к дер. Назия).
Расстояние до административного центра поселения — 3 км.
Деревня находится в месте пересечения реки Назия и Староладожского канала.

## Демография
| 1897 | 2007 | 2010 | 2014 | 2015 | 2016 | 2017 |
| ---- | ---- | ---- | ---- | ---- | ---- | ---- |
| 743  | ↘126 | ↗241 | ↘240 | ↗247 | ↗252 | ↘225 |
| 2018 | 2019 | 2020 | 2021 | 2023 | 2024 | 2025 |
| ↗257 | ↗258 | ↘257 | ↘249 | ↘247 | →247 | ↘244 |

## Фото

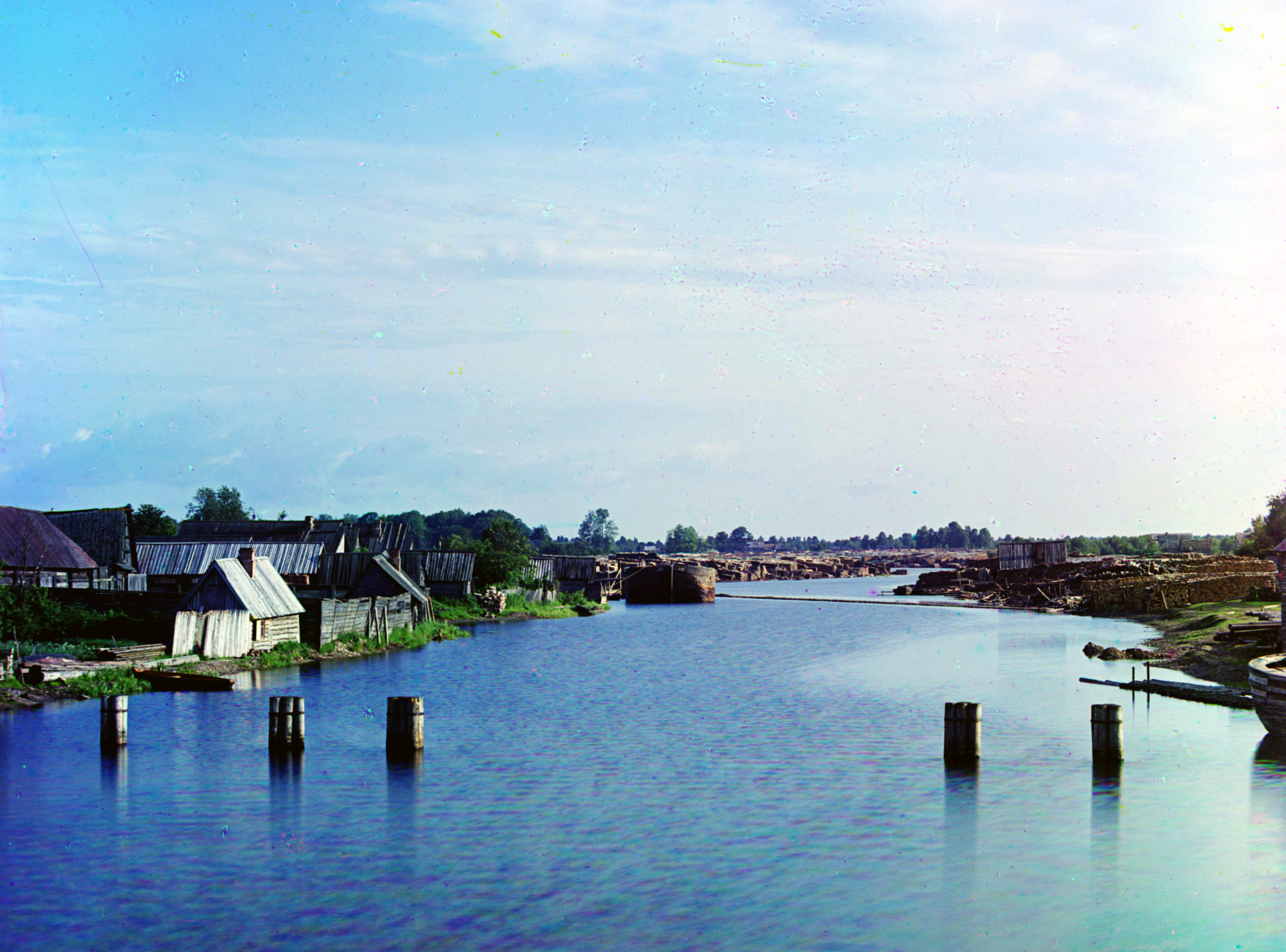
Староладожский канал у деревни Назия. 1909 год

## Улицы
Заводская, Казанка, Ладожская, Новая, Новоладожский канал, Рыбачья, Рыночная, Староладожский канал.